# 페라리 포르토피노
페라리 포르토피노(영어: Ferrari Portofino)는 페라리에서 2017년부터 2023년까지 생산했던 프론트 미드 엔진 스포츠카이다.차명인 포르토피노는 이탈리아 북부 포르토피노 마을의 이름에서 유래되었다.

## 런칭

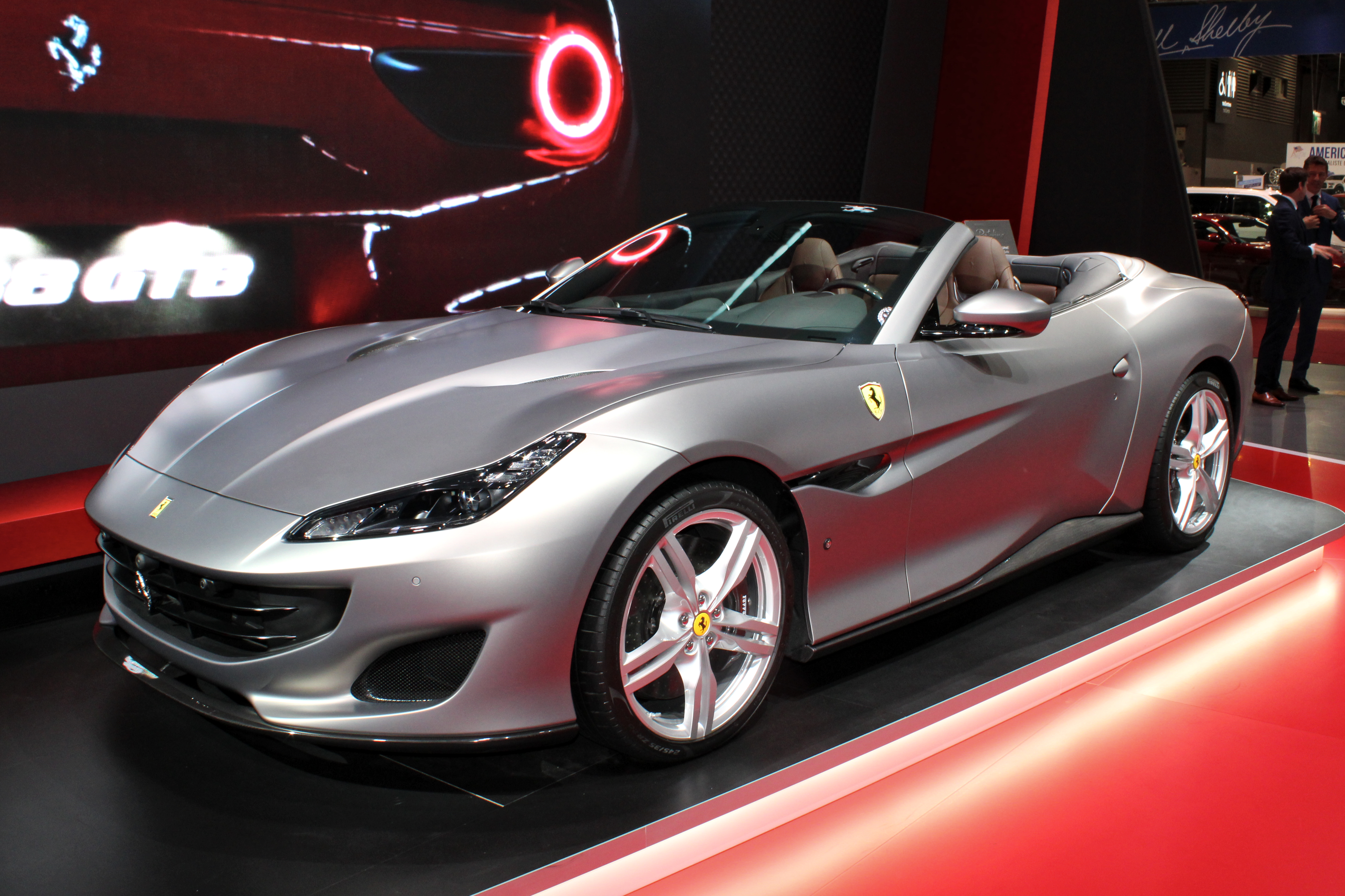
2018 파리 모터쇼에서 공개된 페라리 포르토피노

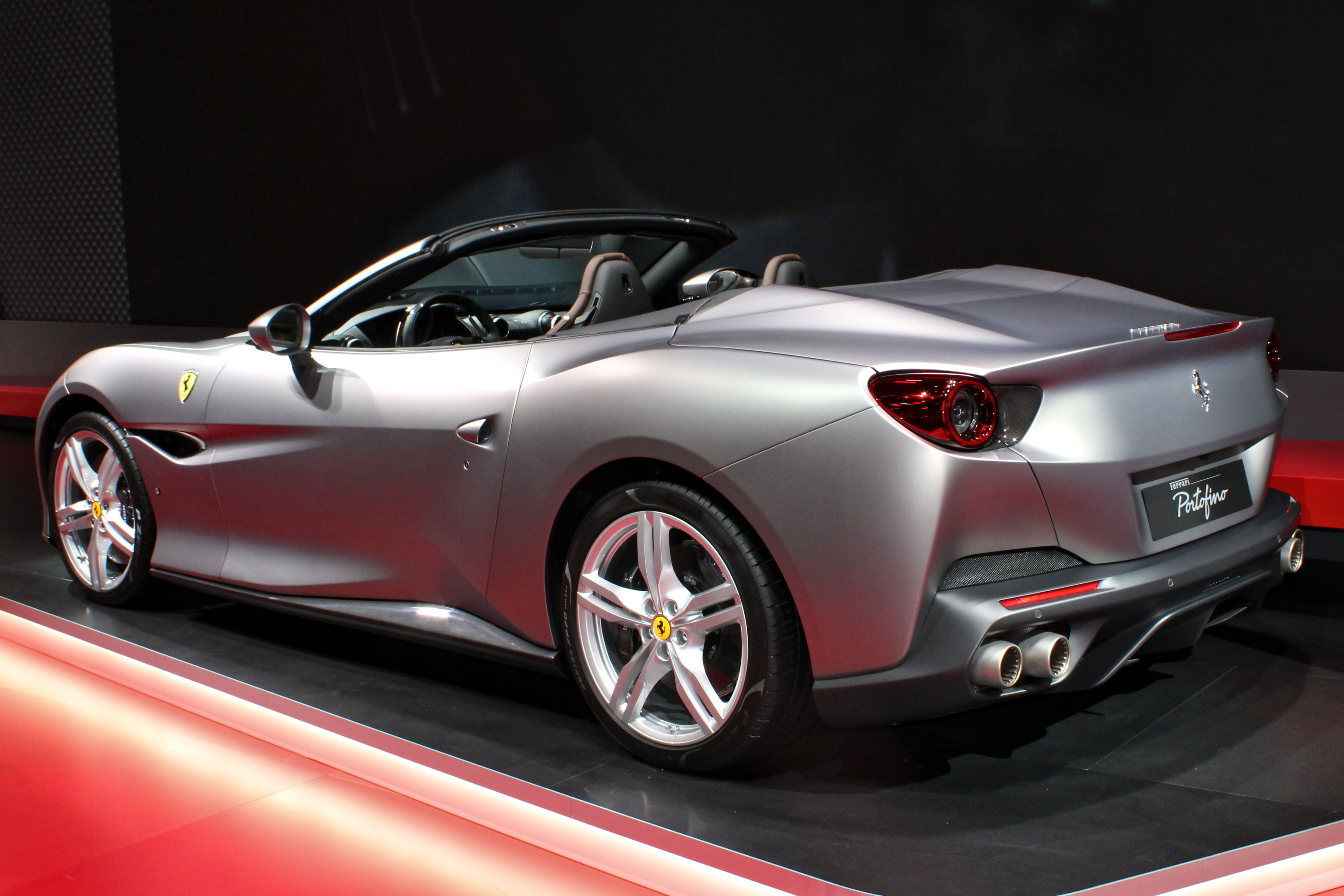
후면

2017년 9월 7일과 8일 두 번의 독점적인 저녁에 이탈리아 리비에라의 포르토피노 마을에서 공개되었으며, 피에로 페라리, 세르지오 마르키오네, 세바스찬 베텔, 지안카를로 피시켈라가 참석하였다. 또한 9월 9일과 10일에 페라리의 창립 70주년 기념 행사 동안 마라넬로에서 공개되었다.
2017년 말까지 포르토피노는 아시아, 즉 중국과 일본에서 공개되었는데, 중국은 이 차의 큰 시장이라고 한다. 일본에서는 2018년 2월에 공식 데뷔하기 전인 11월에 처음으로 비공개로 미리보기를 하였다. 일본에서의 판매가격은 25,300,000엔이고, 미국에서의 판매가격은 215,000달러에서 시작되었다.
홍콩에서는 2018년 3월 말에 출시되어 페라리 역사상 세 번째로 홍콩의 페닌슐라 호텔에서 신차를 출시하였다. 출시가 1층 로비의 한 부분에서만 이루어졌던 선행차량과 달리, 포르토피노의 출시는 호텔의 1층 전체를 차지했으며, 다른 페라리 모델 몇 대도 하차 구역 밖에 주차되어 있었고, 페라리의 프랜싱 홀스 로고가 있는 창의적인 조명도 호텔 외부 벽에 투사되었다. 중국 사양의 좌측 핸들 모델이 전시되었는데, 간체 중국어 메뉴 디스플레이가 특징이었다. 모든 중국어권 아시아 지역에 중국어 메뉴가 제공되지는 않았기 때문에 페라리에게는 드문 일이었다. 홍콩에서 포르토피노의 가격(2018년 4월 기준)은 350만 홍콩 달러에서 시작하며, 올해 말에 인도되었다. 오른쪽 핸들 구동 모델은 2018년 6월 말, 도시에서 열린 488 피스타 출시 행사에서 처음 발견되었다.

## 사양

### 차체
포르토피노의 섀시는 12개의 서로 다른 알루미늄 합금으로 제작되었으며. 현재 대량의 부품이 통합되어 있다.
항력 계수는 Cd = 0.312이다.

### 전비중량
전비중량은 1,664 kg (3,668 lb)이다.

### 엔진

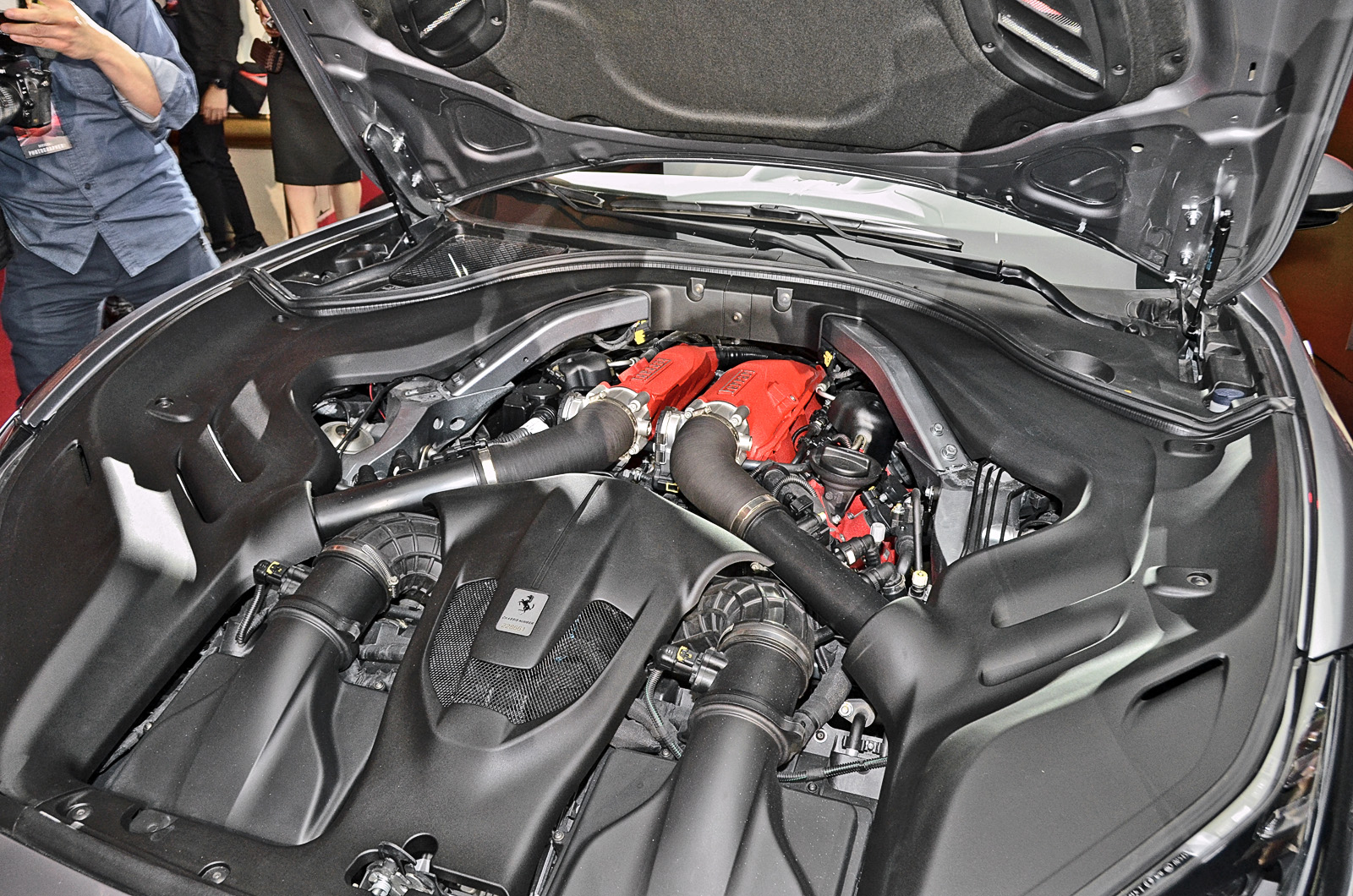
F154BD 트윈 터보차저 V8 엔진

최고출력은 7,500rpm에서 592hp (600PS), 3,000 ~ 5,250rpm에서 760N⋅m (561ft⋅lb)이다.

### 성능
포르토피노는 0–100km/h (0–62mph)에서 3.5초, 0–200km/h (0–124mph)에서 10.8초에 가속 할 수 있으며 338km/h (210mph)의 최고 속도를 달성 할 수 있다.

## 페라리 포르토피노 M
2020년 9월 16일 Car and Driver는 포르토피노 M의 출시를 보고하였다. 전력은 620PS로 증가했으며 2021년 중반에 출시될 예정이다.

## 수상
2018년 7월 9일 페라리는 포르토피노의 획기적인 디자인으로 Red Dot : Best of the Best 상을 받았다.